# Olaf Hoskuldsson
Olaf Hoskuldsson (Óláfr "pái" Hǫskuldsson in norreno e Ólafur "pái" Höskuldsson in lingua islandese) soprannominato "Olaf il Pavone" per l'orgoglio mostrato nell'esibire il suo ricco vestiario (938 circa – 1006 circa) fu un goði dello Stato libero d'Islanda del X secolo.
Figlio di una schiava di origine irlandese (una principessa figlia del Re di Ailech Muirchertach mac Néill secondo le saghe vichinghe), divenne figura tanto di spicco da comparire in diverse opere della letteratura islandese: è uno dei personaggi di maggior rilievo della Laxdœla saga e viene menzionato anche nelle Egils saga, Njáls saga, Gunnlaugs saga, Kormáks saga, Grettirs saga e Landnámabók.

## Biografia

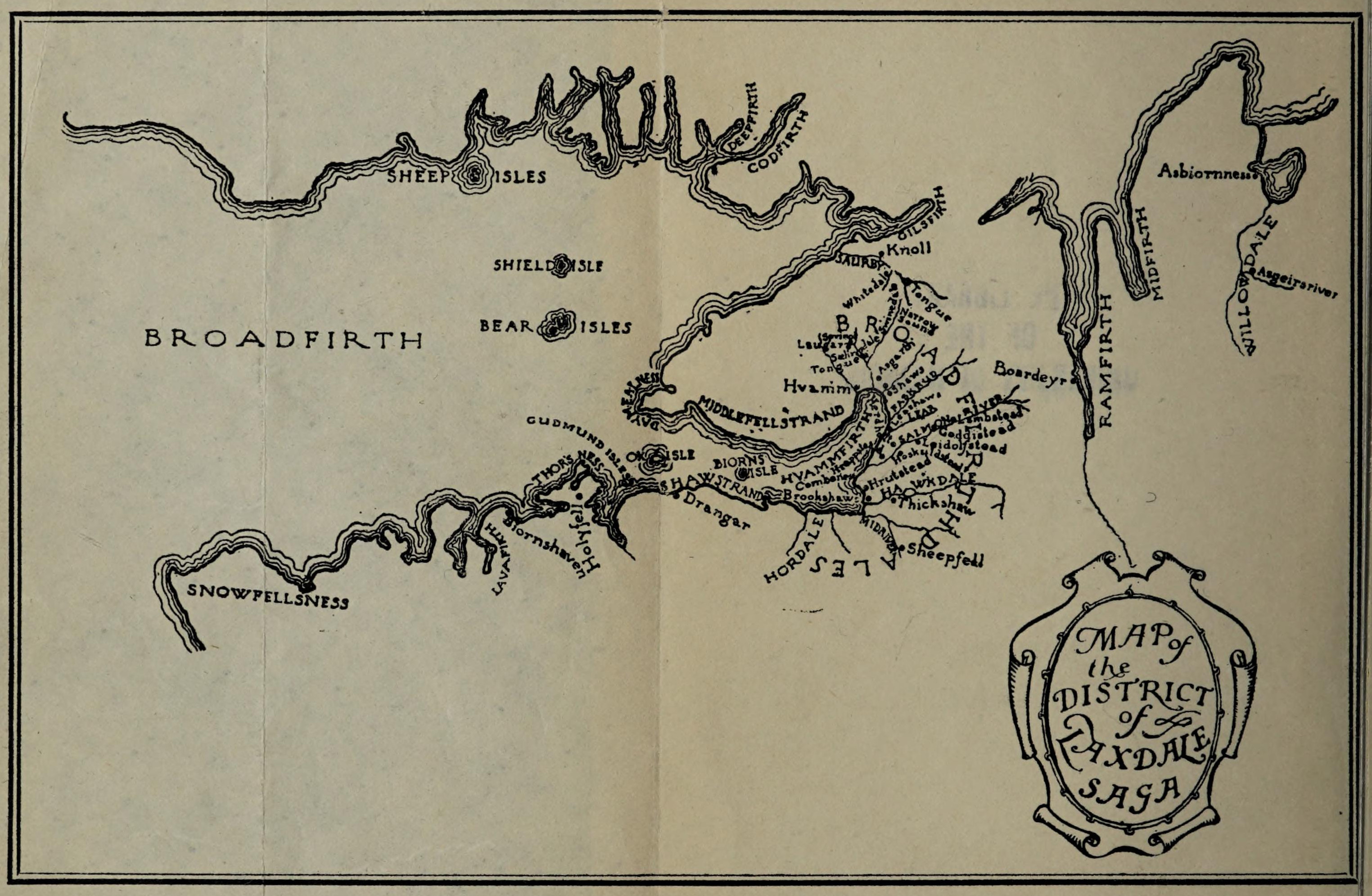
Mappa delle terre islandesi ove occorsero i fatti della Laxdœla saga.

### Infanzia
Olaf era il figlio di Hoskuld Dala-Kollsson, un goði che viveva nella regione di Laxardal, e nipote di Thorstein il Rosso. Secondo la Laxdœla saga, Hoskuld acquistò una schiava muta di nome Melkorka da un mercante Rus a Brännö (Svezia), durante una spedizione commerciale in Norvegia, e la rese la sua concubina mentre era lontana da sua moglie Jorunn Bjarnadottir. Quando Hoskuld tornò a casa in Islanda, prese con sé la concubina che, nonostante l'irritazione di Jorunn, fu accettata nella casa di Dala-Kollsson seppur lui tornasse ad essere fedele alla moglie durante il soggiorno domestico. L'inverno successivo la concubina diede alla luce un figlio al quale Hoskuld diede nome Olaf in ricorso di suo zio, Olaf Feilan, da poco defunto. Il solo Landnámabók riporta anche un secondo figlio di Hoskuld e Melkorka, Helgi. Olaf era un bambino precoce e poteva parlare e camminare perfettamente già all'età di due anni. Un giorno Hoskuld scoprì la madre di Olaf che parlava a suo figlio: la donna non era dunque muta. Quando la affrontò, lei disse di essere una principessa irlandese di nome Melkorka portata via in un'incursione vichinga e che suo padre era un re irlandese di nome "Myrkjartan" (Muirchertach). Poco dopo i litigi tra Jorunn e Melkorka costrinsero Hoskuld a trasferire la sua concubina ed il figlio di lei in un'altra fattoria che in seguito divenne nota come "Melkorkustaðir".
All'età di sette anni, grazie all'intraprendenza di sua madre, Olaf divenne il figlio adottivo ed erede di un goði senza figli, tale Thord, che a quel tempo era impegnato in una complessa causa con i parenti della sua ex moglie Vigdis Ingjaldsdottir (un'altra discendente di Thorstein il Rosso). L'adozione di Olaf complicò i problemi della causa e minacciò di condurre a una faida ma Hoskuld organizzò un accordo e compensò i parenti di Vigdis con doni. Promuovendo Olaf, Thord ottenne la protezione del potente Hoskuld e questi assicurò un'eredità per il figlio illegittimo che compensasse lo scarso patrimonio che, in ragione della sua natura di bastardo, la legge islandese avrebbe previsto per lui. Olaf accompagnò Thord al Althing quando aveva dodici anni e il suo abbigliamento elegante gli valse l'ammirato soprannome di "Pavone".

### Prima spedizione
Intorno al 956, dietro insistenza della madre, Olaf risolse di mettersi in viaggio per costruirsi una fortuna. Non poté contare né sull'aiuto di Hoskuld, contrario a fornirgli merci per un viaggio che non approvava, né Thord le cui proprietà erano beni immobili e terreni. Per aiutarlo (e non solo) Melkorka risolse allora di sposare tale Thorbjorn "il Debole", un contadino che l'aveva precedentemente assistita nella gestione di Melkorkustaðir: dall'unione nacque un figlio, Lambi. Olaf salpò dunque per la Norvegia con Orn, un capitano di mare ed un hirðman di Harald II di Norvegia. Ottenne grandi onori alla corte di Harald ed entrò nelle grazie della di lui madre, Gunnhild (che era stata, secondo le fonti islandesi, amante dello zio di Olaf, Hrut Herjolfsson) tanto che quando espresse il desiderio di trovare il popolo di sua madre in Irlanda, la regina madre finanziò il suo viaggio.
Olaf salpò per l'Irlanda con Orm per trovare il popolo di sua madre, portando con sé doni da Melkorka a suo padre e alla sua balia. Durante il viaggio, la loro nave si perse in una nebbia. Quando la nebbia si rialzò, sorse un dibattito tra Orn e la maggior parte degli altri uomini di Olaf sulla giusta rotta per raggiungere l'Irlanda. Quando sembrò che il tutto dovesse risolversi con una votazione, Olaf disse "Voglio che sia solo il più furbo a decidere. A mio parere il consiglio degli sciocchi è tanto più pericoloso quanto più ci sono", affidando la navigazione a Orn.
Arrivati in Irlanda, Olaf e i suoi furono bloccati in lidi non sicuri (lontani cioè da uno dei Longphort ivi utilizzati dai vichinghi) e vennero attaccati dagli irlandesi, nonostante Olaf, che parlava gaelico, tentasse di negoziare un salvacondotto. Per fortuna degli islandesi, il re locale arrivò sulla scena e dimostrò di essere il presunto nonno di Olaf, Myrkjartan. Olaf rimase con Myrkjartan per un po' di tempo ed il re, secondo Laxdaela Saga, si offrì persino di fare di Olaf il suo erede. Olaf, tuttavia, alla fine tornò in Norvegia, timoroso di provocare i figli di Myrkjartan. Olaf tornò così alla corte del re Harald dove poté nuovamente godere di grandi onori dal re e da Gunnilde.

### Il matrimonio

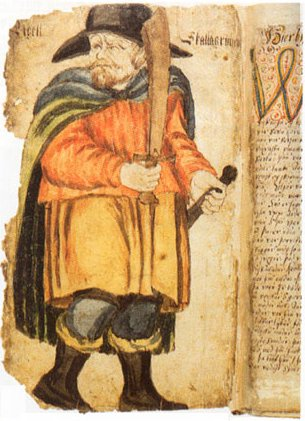
Egill Skallagrímsson, suocero di Olaf - ill. dal manoscritto AM 426 fol. del Árni Magnússon Institute.

Olaf tornò a casa nel 957 con grandi ricchezze ed il padre gli organizzò un matrimonio con Thorgerd Egilsdottir, figlia di Egill Skallagrímsson. La fanciulla fu inizialmente riluttante all'idea di sposare il figlio di una schiava poiché non credeva al rango regale di Melkorka ma Olaf riuscì a farla ricredere dopo una lunga conversazione. Durante le nozze, Olaf donò ad Egil una spada decorata proveniente dall'Irlanda. 
Olaf e Thorgerd vissero felici insieme a Hoskuldstead per qualche tempo. Intorno al 962, il padre adottivo di Olaf, Thord, morì, lasciandogli le sue proprietà ed il suo titolo. Olaf poté così comprare un terreno a Hjardarholt e costruirvi una fattoria salvo aver dovuto, secondo la saga, prima scacciare lo spirito maligno (draugr) del precedente proprietario, tale Hrapp l'Uccisore. Col passare del tempo la gente cominciò a stabilirsi vicino alla casa di Olaf ed a considerarlo il proprio goði. La sala del Pavone divenne ben presto nota per le sue sontuose decorazioni e, circa vent'anni dopo, lo scaldo Úlfr Uggason le celebrò del suo poema Húsdrápa ora nell'Edda.

La famiglia e l'entourage di Olaf stavano nel frattempo crescendo, seppur la sua ricchezza in ascesa gli causò la gelosia della matrigna Jorunn. In quegli anni, Olaf e Thorgerd ebbero la loro prima figlia, Thurid, mentre Hoskuld organizzò il matrimonio della sorellastra di Olaf, Hallgerd Hoskuldsdottir, con Gunnar Hámundarson, un goði del Hlíðarendi (Islanda Meridionale) che divenne tanto amico di Olaf che questi gli donò il cane ricevuto in dono da Muirchertach.
Hoskuld morì nel 965, lasciando in eredità ad Olaf una marca d'oro, non d'argento com'era invece costume fare con i figli illegittimi, provocandogli tensioni con i fratellastri Bard e Thorleik. Il Pavone seppe però cavarsi d'impiccio pagando un terzo delle spese del funerale del padre.
Thorgerd diede a Olaf una nutrita discendenza. Dopo la primogenita Thurid arrivarono infatti i figli Kjartan (così chiamato in onore del bisnonno irlandese Myrkjartan), Steinthor, Halldor, Helgi e Hoskuld e le figlie Thorbjorg, Thorgerd e Berghora. Kjartan era il favorito del padre.

### Seconda spedizione
Intorno al 975, nonostante le obiezioni della moglie, Olaf fece una seconda spedizione in Norvegia. Lì soggiornò presso un vichingo chiamato Geirmund il Rumoroso e visitò Hákon Sigurðarson, re de facto del paese, che gli diede un carico di legname da portare a casa come regalo. Ritornando in Islanda, Olaf portò con riluttanza Geirmund con sé. Geirmund si innamorò della figlia di Olaf, Thurid, e, supportato da Thorgerd quale avvocato, riuscì a convincere Olaf ad acconsentire alle nozze. Il matrimonio fu infelice e dopo tre anni Geirmund decise di tornare in Norvegia senza lasciare soldi per il sostegno di Thurid e della figlia avuta da lei, Groa. Infuriata, Thurid salì a bordo della nave di Geirmund prima che salpasse, vi lasciò la figlia e prese per sé la spada del marito, "Mordigambe". Geirmund maledisse la spada e al suo ritorno in Norvegia lui e tutto l'equipaggio, compresa la piccola Groa, annegarono.

### Gli ultimi anni
Al volgere del X secolo, la famiglia di Olaf e l'amico Gunnar vennero invischiati in una sanguinosa faida con diversi proprietari terrieri del loro vicinato.

Dopo degli screzi iniziali, si giunse ad un accordo secondo il quale Gunnar si sarebbe allontanato dall'Islanda in esilio volontario per tre anni ma questi, dopo il consenso iniziale, non lasciò la sua casa. Olaf cercò di proteggere il suo parente ma non ebbe successo e Gunnar fu ucciso dai suoi nemici che, per farlo, dovettero prima abbattere proprio il cane irlandese che il Pavone gli aveva donato. Il figlio prediletto di Olaf, Kjartan, viaggiò all'estero con l'amato cugino Bolli Þorleiksson. I due erano molto vicini ma finirono con l'entrare in inimicizia quando Bolli sposò l'amante di Kjartan, la bellissima Guðrún Ósvífrsdóttir. Secondo Oddr Snorrason, Olaf aveva previsto che sarebbero scaturiti conflitti tra Kjartan e Bolli. Le tensioni tra i cugini crebbero fino a quando una vera e propria faida di sangue terminò con Kjartan ucciso da Bolli nel 1003. Ironicamente, Bolli uccise Kjartan con la spada maledetta "Mordigambe" donatagli dalla cugina Thurid, sorella di Kjartan. Olaf rifiutò di perseguire Bolli per l'omicidio, contentandosi di fargli pagare un'ammenda, ma ottenne l'esilio per i fratelli di Gudrun che avevano spinto Bolli a combattere suo cugino. 
La magnanimità di Olaf nei confronti di Bolli non venne supportata da Thorgerd: laddove il marito gestì la tragedia pensando al benessere della famiglia dilatata in ragione del riconosciuto eccesso di Kjartan che si era fatto coinvolgere in un triangolo amoroso ed aveva agito in modo troppo aggressivo, lei restò ancorata alla mera tutela del proprio ristretto nucleo familiare, orchestrando la faida successiva..

Olaf morì nel 1006 e la sua vedova diresse subito una serie di uccisioni per vendicare il figlio assassinato, inclusa quella di Thorkel, un uomo che aveva assistito alla morte di Kjartan ma che era rimasto indifferente e non era intervenuto. Bolli fu ucciso dai figli di Olaf e dai loro alleati in un raid guidato da Thorgerd stessa. Circa dodici anni dopo, Gudrun, con l'aiuto del suo amico Snorri, riuscì ad uccidere alcuni degli assassini come ritorsione.

### Fonti
- Egils saga
- Grettirs saga
- Gunnlaugs saga
- Kormáks saga
- Landnámabók
- Laxdœla saga
- Njáls saga

### Studi
- Byock J (2001), Viking Age Iceland, Penguin Books, ISBN 978-0-14-029115-5.
- Forte A, Oram R, Pedersen F (2005), Viking Empires, Cambridge University Press, ISBN 0-521-82992-5.
- Pencak W (1984), The Conflict of Law and Justice in the Icelandic Sagas, Rodopi.

| Controllo di autorità | VIAF (EN) 9754165 · LCCN (EN) nr97038463 |